# المدندغ (القفر)

تعديل مصدري - تعديل

المدندغ محلة تابعة لقرية الشارصي، التابعة لعزلة بني جماعة بمديرية القفر إحدى مديريات محافظة إب في الجمهورية اليمنية، بلغ تعداد سكانها 27 حسب تعداد اليمن لعام 2004.